# Liste der Nummer-eins-Hits in Australien (1954)
Diese Liste enthält alle Nummer-eins-Hits in Australien im Jahr 1954. Es gab in diesem Jahr 16 Nummer-eins-Singles.
| Singles |
| --- |
| - Jimmy Boyd – I Saw Mommy Kissing Santa Claus - 3 Wochen (12. Dezember 1953 – 1. Januar 1954) - Nat King Cole – Pretend - 7 Wochen (2. Januar – 19. Februar) - The Ames Brothers – You, You, You - 1 Woche (20. Februar – 26. Februar) - Tony Bennett – Rags to Riches - 5 Wochen (27. Februar – 2. April) - Frank Chacksfield & His Orchestra – Ebb Tide - 2 Wochen (3. April – 16. April) - Dean Martin – That's Amore - 3 Wochen (17. April – 7. Mai) - Eddie Fisher – Oh My Pa-Pa (O mein Papa) - 4 Wochen (8. Mai – 4. Juni) - Nat King Cole – Answer Me, My Love / Frankie Laine – Answer Me, Lord Above - 4 Wochen (5. Juni – 2. Juli) - Frank Sinatra – Young at Heart - 3 Wochen (3. Juli – 23. Juli) - Perry Como – Wanted - 1 Woche (24. Juli – 30. Juli) - Frank Weir & His Orchestra; Obernkirchen Children’s Choir – The Happy Wanderer - 8 Wochen (31. Juli – 24. September) - Frank Sinatra; The Four Aces – Three Coins in the Fountain - 2 Wochen (25. September – 8. Oktober) - The Gaylords; Petula Clark – The Little Shoemaker - 2 Wochen (9. Oktober – 22. Oktober) - Kitty Kallen – Little Things Mean a Lot - 5 Wochen (23. Oktober – 26. November) - Dean Martin – Sway - 1 Woche (27. November – 3. Dezember) - The Crew-Cuts – Sh-Boom - 4 Wochen (4. Dezember – 31. Dezember) |

Siehe auch: Nummer-eins-Hits 1954 in  Belgien, Deutschland, den Vereinigten Staaten und im Vereinigten Königreich.